# 日生站
日生站（日语：／ Hinase eki */?）是位於岡山縣備前市日生町寒河，西日本旅客鐵道（JR西日本）赤穗線的車站。車站編號為「JR-N15」。
此站是在赤穗線中距離瀨戶內海最近的車站。車站位於填海地。於站前的日生站前港設有渡輪航線前往小豆島(大部港)。從車站步行10分鐘可到達日生港，該處設有渡輪航線前往日生諸島。

## 歷史
- 1955年（昭和30年）
  - 3月1日 - 赤穗線播州赤穗站至此站開業，此終點站啟用。
    - 當時車站地址為岡山縣和氣郡福河村（日语：福河村）寒河。

  - 3月31日 - 隨著日生町（日语：日生町）（第二次）成立，車站地址為岡山縣和氣郡日生町寒河。
- 1958年（昭和33年）3月25日 - 赤穗線此站至伊部站開業，成為中途站。
- 1987年（昭和62年）4月1日 - 伴隨國鐵分割民營化，車站由西日本旅客鐵道（JR西日本）營運。
- 2005年（平成17年）3月22日 - 隨著備前市（第二次）成立，車站地址為岡山縣備前市日生町寒河。
- 2018年（平成30年）9月15日 - 引入可支援ICOCA的IC卡專用閘機。此站可以使用ICOCA[1]。
- 2019年（令和元年）
  - 5月31日 - 當日起「售票處」結業[2]。
  - 6月1日 - 當日起成為全日無人車站。由和氣站支援此站。

## 車站構造
車站是一座建於路堤上的地面車站，設有2面3線的單式、島式月台，可進行列車交會與折返。靠山邊為島式月台。車站月台還未升高。月台與車站大樓之間只有樓梯連接。
此站是由東岡山站管理的無人車站。車站曾經為業務委託車站，委托JR西日本岡山MAINTEC負責車站業務，設有POS終端。車站可以使用ICOCA（以及互相使用的IC卡）。車站內設有自動售票機（設有IC卡增值功能，可購買ICOCA定期票與磁式定期票。在購買定期票時可使用信用卡）和IC卡讀卡機（出入閘用）。車站內設有男女濕廁。

### 月台
| 月台 | 路線   | 上下行 | 方向                 |
| ---- | ------ | ------ | -------------------- |
| 1    | 赤穗線 | 下行   | 岡山、福山、新見方向 |
| 2・3 | 赤穗線 | 上行   | 播州赤穗方向         |

- 1號月台為下行本線，2號月台為上行本線，3號月台為上下行副本線。
- 此站設有夜間停泊列車。從岡山於晚上8時時段出發的列車以此為終點站（從三原出發前往日生），該列車在到達後會在2號月台停置，在翌日早上以不載客列車前往播州赤穗站，並開始執行首班車（從播州赤穗出發前往新見）。另外，於晚上10時時段前往播州赤穗的尾班車（從備中高梁出發前往播州赤穗）[3]會停在3號月台上。
- 1號月台可容納6卡車廂，曾經此站設有從京阪神方向直通至備前片上站的列車，該列車為7至8卡編成，並會使用3號月台，在該列車取消後，截至2015年（平成27年）並沒有列車使用3號月台。
- 在毎年8月舉行日生港煙火大會時，由於有許多乘客使用此站，因此當時會設有臨時列車於3號月台出發前往岡山方向。

## 使用狀況
以下為近年1日平均乘車人次列表：
| 乘車人次變化 | 乘車人次變化    | 乘車人次變化 | 乘車人次變化    | 乘車人次變化 | 乘車人次變化    | 乘車人次變化 | 乘車人次變化    |
| 年度         | 1日平均乘車人次 | 年度         | 1日平均乘車人次 | 年度         | 1日平均乘車人次 | 年度         | 1日平均乘車人次 |
| ------------ | --------------- | ------------ | --------------- | ------------ | --------------- | ------------ | --------------- |
| 2018         | 340             | 2012         | 357             | 2004         | 421             | 1996         | 531             |
| 2017         | 340             | 2011         | 367             | 2003         | 449             | 1995         | 538             |
| 2016         | 328             | 2010         | 381             | 2002         | 448             | 1994         | 540             |
| 2015         | 334             | 2009         | 378             | 2001         | 451             | 1993         | 559             |
| 2014         | 341             | 2008         | 391             | 2000         | 450             | 1992         | 584             |
| 2013         | 354             | 2007         | 403             | 1999         | 451             | 1991         | 610             |
|              |                 | 2006         | 412             | 1998         | 451             | 1990         | 627             |
|              |                 | 2005         | 426             | 1997         | 495             | 1989         | 634             |

## 車站周邊

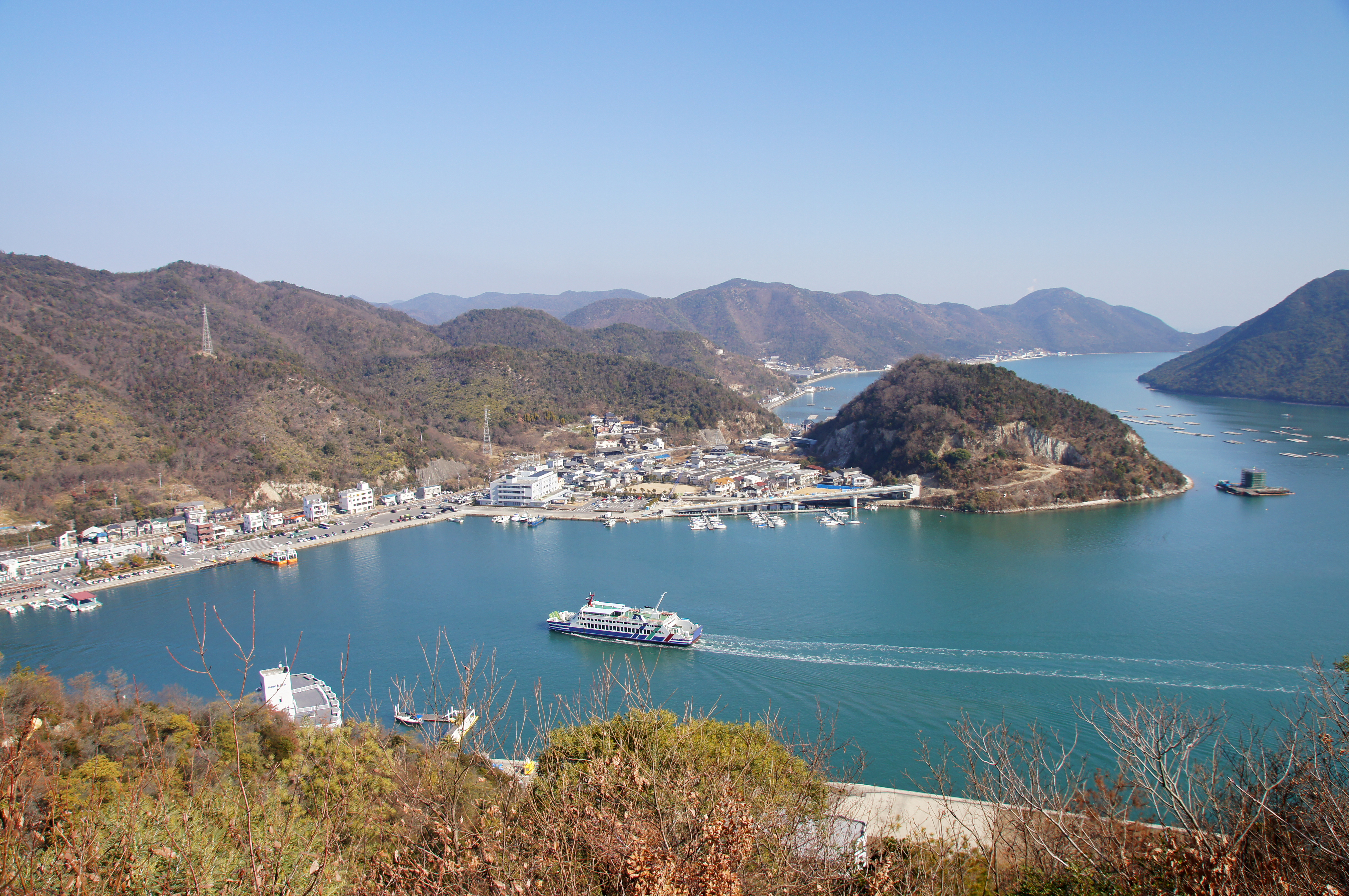
日生站前港

在車站對出為港口，車站後方為山邊，因此只有少量平地。在楯越山腰設有寫上「日语：」（日生）的文字與照明系統，於月台上可看見該字樣。車站位於前日生町中心，並位於町的西南處。車站周邊該有B級美食牡蠣燒烤的餐廳。
- 日生駅前港（日语：日生港）（設有前往小豆島的渡輪服務）
- 備前市立日生市民會館
- 港見丘公園
- 日生港（日语：日生港）（設有前往日生諸島（日语：日生諸島）渡輪服務）
- 加子浦歷史文化館
- 海之驛（日语：海の駅）Shioji
- 五味之市（日生漁協）
- BIZEN中南美美術館（日语：BIZEN中南米美術館）
- 備前市政廳 日生綜合分所
- 市立日生醫院
- 備前市立日生中學
- 備前警署（日语：備前警察署）日生派出所
- 國道250號
- 備前♡日生大橋（日语：備前♡日生大橋）

## 巴士路線
- 備前市營巴士（日语：備前市営バス）
  - 寒河、福浦峠、頭島方向
  - (片鐵)片上方向（從「片上（日语：片上）」可轉乘宇野巴士（日语：宇野自動車）前往表町巴士中心（日语：表町バスセンター）和岡山站）

## 相鄰車站
西日本旅客鐵道
 赤穗線
寒河（JR-N16）－日生（JR-N15）－伊里（JR-N14）

## 注腳
1. ↑  .   [2020-04-21]. （原始内容存档于2018-05-30）.
2. ↑  . 交通新聞 (交通新聞社). 2019-05-30: 3.
3. ↑  該列車到達播州赤穗站後不會進行夜間停泊，該列車會以不載客列車折返至備前片上站，隨後執行從備前片上出發前往倉敷的班次，在到達後再折返至岡山站，並進入岡山電車區。
4. ↑  岡山縣統計年報

## 外部連結
- 日生｜車站資訊：JR出門網 - 西日本旅客鐵道
- 瀨戶內觀光汽船 （页面存档备份，存于）